# Rambo Zambo (Was is Bubatz?)
Rambo Zambo (Was is Bubatz?) ist ein Lied des deutschen Entertainers und Musikproduzenten Stefan Raab aus dem Jahr 2025.

## Entstehung und Veröffentlichung
Geschrieben und produziert wurde das Lied vom Interpreten selbst, wobei hier im Songtitel eine Zusammenarbeit mit dem Bundestagsfraktionsvorsitzenden der CDU, Friedrich Merz (Fritze Merz), angedeutet wird. Dies hat den Hintergrund, dass in den Strophen das Zitat Was is Bubatz? von Merz eingespielt wird. Diese Frage stellte er der Journalistin Amelie Marie Weber, kurz nach dem TV-Duell mit Olaf Scholz am 9. Februar 2025, nachdem sie ihn vorher gefragt hatte, ob Bubatz (Cannabis) legal bleibe. Dieses Zitat funktioniert als Running Gag, indem Stefan Raab auf die Verwunderung Merz’ mit Antworten wie Das geile Zeug macht uns alle froh reagiert.
Erstmals wurde das Lied im Rahmen von Raabs Show Du gewinnst hier nicht die Million präsentiert, in der er zur Bundestagswahl 2025 mehreren Parteien einen humoristischen Wahlkampf-Song gewidmet hatte. Die Erstveröffentlichung erfolgte am 21. Februar 2025 als Single im Selbstverlag. Diese erschien als digitaler Einzeltrack zum Download und Streaming.
Am 1. März 2025 präsentierte Raab das Lied im Rahmen des ESC-Vorentscheids Chefsache ESC 2025 – Wer singt für Deutschland?

## Inhalt
Das lyrische Ich beantwortet Merz’ Frage, was Bubatz sei, mit ironischen Sätzen. In der Bridge hingegen ebnet Raab die Brücke zum Merz-Schlachtruf Rambo Zambo – den er unter anderem auch nach der Bundestagswahl 2025 benutzt hatte – indem der mit Lambo eine Reimverbindung herstellt. Darauf folgt die Hookline.

## Rezensionen
Friedrich Merz teilte am 22. Februar 2025, einen Tag vor der Bundestagswahl, ein Video auf TikTok, in welchem er Stellung zum Lied bezog:

„Lieber Stefan Raab, ich freue mich richtig darüber, dass ich mit Rambo Zambo einen kleinen Beitrag zur Popkultur in Deutschland liefern konnte. Rambo Zambo gibt’s aber erst morgen Abend, 18:00 Uhr, a im Adenauer-Haus in Berlin. Herzliche Grüße“

## Kommerzieller Erfolg
Beim Streamingdienst Spotify zählte das Lied bis März 2025 über eine Million Aufrufe.